# Pekko Pesonen

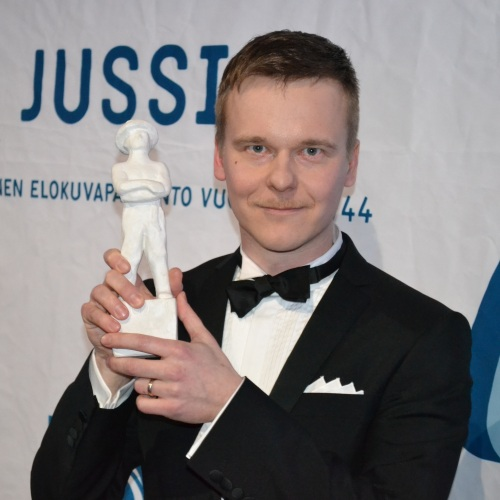
Pekko Pesonen (2010)

Pekko Pesonen (* 1976 in Hämeenlinna) ist finnischer Drehbuchautor.

## Leben
Pekko Pesonen schloss 2002 sein Drehbuchstudium an der Aalto-Universität ab. Während seines Studiums arbeitete er als Tontechniker bei unterschiedlichen Kurzfilmen und Fernsehproduktionen mit. Nachdem er als Autor mehrerer Kurzfilme gearbeitet hatte, wurden 2004 mit Gourmet Club und Lapsia ja aikuisia - kuinka niitä tehdään? zwei seiner umgesetzten Drehbücher veröffentlicht.
Pesonen wurde drei Mal für das Beste Drehbuch für einen Jussi nominiert. Für seinen beiden Arbeiten an Helden des Polarkreises und Jättiläinen wurde er ausgezeichnet.

## Filmografie
- 2004: Gourmet Club
- 2004: Lapsia ja aikuisia – kuinka niitä tehdään?
- 2005: Das Mädchen und der Rapper (Tyttö sinä olet tähti)
- 2010: Helden des Polarkreises (Napapiirin sankarit)
- 2014: Kaffee mit Milch und Stress (Mielensäpahoittaja)
- 2016: Jättiläinen
- 2016: Liebe zu verkaufen (Onnenonkija)